# 五虎将
五虎上將又稱五虎將、五虎大將，是三國時代蜀漢五人武將的合稱，成員包括關羽、張飛、趙雲、馬超、黃忠五人。正史《三國志》中，作者陳壽將這五人合為一傳（《三國志·蜀書·關張馬黃趙傳》），後來《三國志平話》、《三國演義》合稱為五虎上將。

## 《三國演義》中的五虎上將

### 《三國演義》第六十五回
- 劉備自領益州牧，並封關羽爲蕩寇將軍、漢壽亭侯，張飛爲征遠將軍、新亭侯，趙雲爲鎮遠將軍，黃忠爲征西將軍，魏延爲揚武將軍，馬超爲平西將軍 [2]。

- 然而根據《資治通鑑》卷六十七 漢紀五十九 記載，劉備領益州牧時，重點記載人物一共16人，分別是諸葛亮、董和、馬超、法正、黃忠、麋竺、簡雍、孫乾、黃權、許靖、龐羲、李嚴、費觀、伊籍、劉巴、彭羕[3]。

### 《三國演義》第七十三回
- 劉備自立漢中王，並封關羽、張飛、趙雲、馬超 、黃忠為五虎大將軍，魏延為漢中太守 [4]。

- 然而根據《資治通鑑》卷六十八 漢紀六十 記載，劉備自稱漢中王時，重點記載人物一共7人，分別是劉禪、魏延、許靖、法正、關羽、張飛、馬超、黃忠[5]。

- 《華陽國志》關羽為前將軍，張飛為右將軍，馬超為左將軍，皆假節鉞。又以黃忠為後將軍，趙雲翊軍將軍。其餘各進官號。

### 排列
在嘉靖本五虎將的排列原本按照正史的「關、張、馬、黃、趙」排列，然而在毛版將排列改為「關、張、趙、馬、黃」，將趙雲位列第三。

### 成員
- 前將軍 漢壽亭侯 關羽（約160年 - 220年）
- 右將軍 西鄉侯 張飛（？年 - 221年）
- 左將軍 斄鄉侯 馬超（176年 - 222年）
- 後將軍 關內侯 黃忠（？年 - 220年）
- 中護軍 永昌亭侯 趙雲（？年 - 229年）

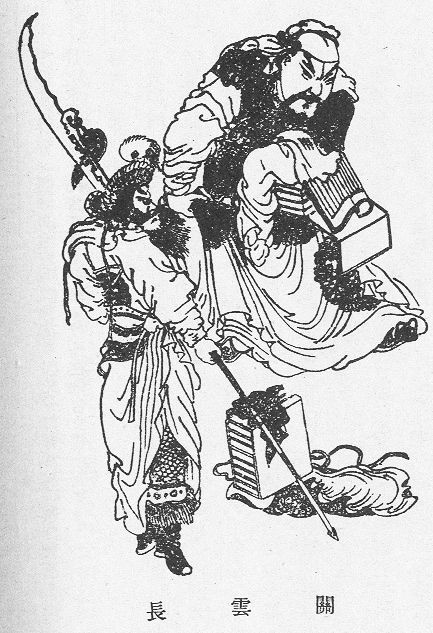
關羽
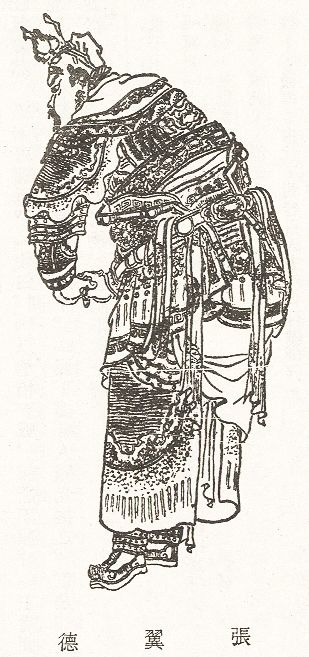
張飛
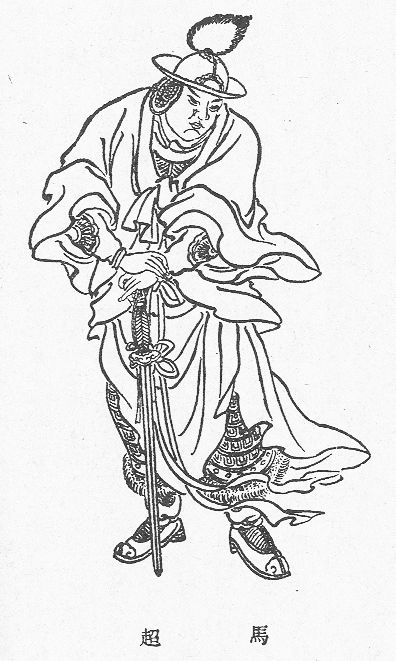
馬超
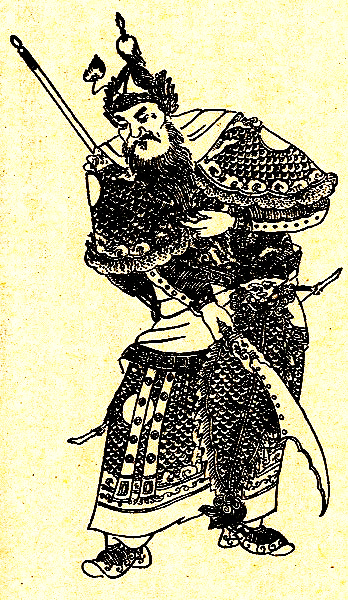
黃忠
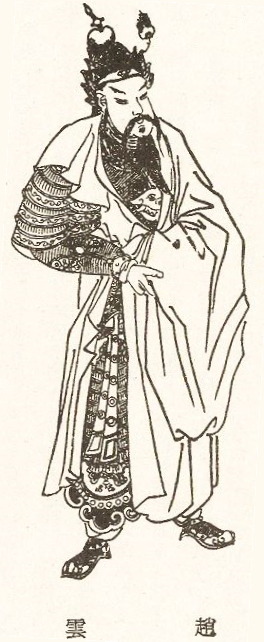
趙雲

## 《吞食天地II 赤壁之戰》中的五虎上將
此遊戲中則以下列5人為五虎上將:
關羽、張飛、趙雲、黃忠、魏延。(沒有馬超)
《吞食天地II 赤壁之戰》，是1992年由卡普空推出的街機遊戲，本作的故事由博望坡之戰開始到赤壁之戰為止﹔和前作《吞食天地》一樣，由玩家操作蜀國的武將們進行戰鬥，遊戲流程仍為橫向捲軸式的關卡設計。本作品後來於1996年時移殖到PlayStation與Sega Saturn，2005年時又移殖為手機遊戲，在日本NTT手機移殖版中有一些新增的遊戲要素。2011年底移植到PSP遊戲的下載商店中。

## 軼事/評論
- 趙雲

1. 現今成都武侯祠的趙雲塑像位於武官廊首席；而劉備、諸葛亮、關羽及張飛4人各有專殿；另外左右兩廊各有文臣武將14員，合計共28名文武。
2. 文武分類並不十分嚴格，如傅肜、鄧芝等，雖然被編入文官廊，但曾經親自領兵作戰；而趙雲雖然被編入武將廊，但穿著文官服飾。

- 東府文官廊以龐統為首，依次為簡雍、呂凱、傅肜、費禕、董和、鄧芝、陳震、蔣琬、董允、秦宓、楊洪、馬良及程畿；
- 西府武將廊以趙雲為首，依次為孫乾、張翼、馬超、王平、姜維、黃忠、廖化、向寵、傅僉、馬忠、張嶷、張南及馮習。

- 有一觀點認為源自陳壽編撰《蜀書》時，將關羽、張飛、馬超、黃忠、趙雲五人合為一傳，後世戲曲文學將五人合稱五虎將軍，而趙雲曾當過能夠選拔武官與掌管近衛禁軍的中護軍，該職務在當時只有被上級所器重的親信重臣才能擔任，認為趙雲代表由劉備直轄的中軍主將，關、馬、張、黃四人依序分別為前軍、左軍、右軍、後軍的主將。[來源請求]

## 五虎將在小說與正史出入
- 黃忠：正史中沒有黃忠出生年份、年齡、射箭了得等記載，只有關羽評價「大丈夫終不與老兵同列！」一項，正史中並不是老將，亦沒有特別聲明為射箭高手，但史實上仍非常勇猛，他在死前一年（219年）斬殺了曹操大將夏侯淵、趙昂，可見當時黃忠的狀態非常好。陳壽評曰：「忠常先登陷陣，勇毅冠三軍。」；「黃忠、趙雲強摯壯猛，並作爪牙，其灌、滕之徒歟？」（指黃忠為灌嬰、趙雲為夏侯嬰。）

## 畫廊
漢昭烈廟供奉的五虎將雕像：

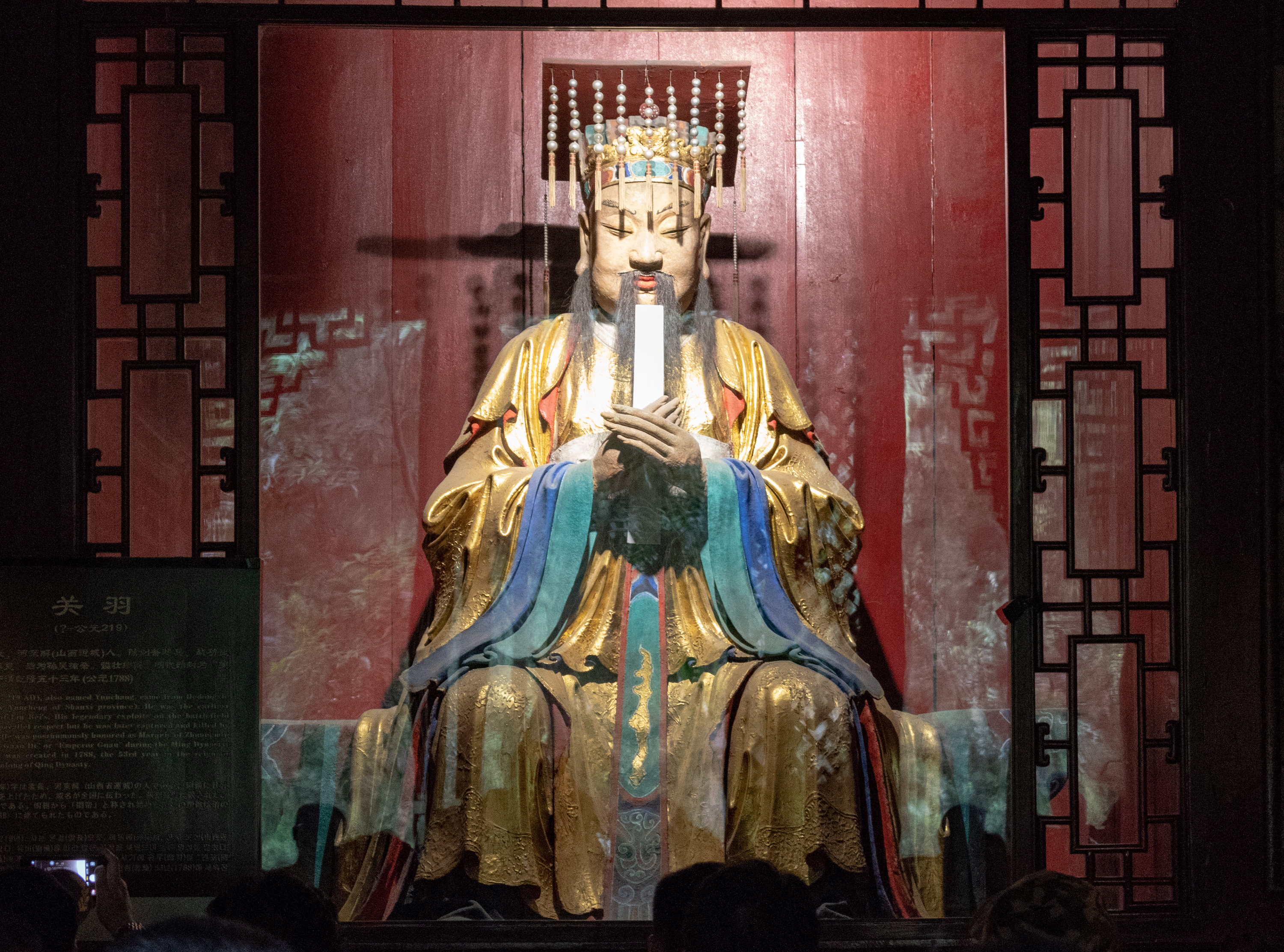
關羽
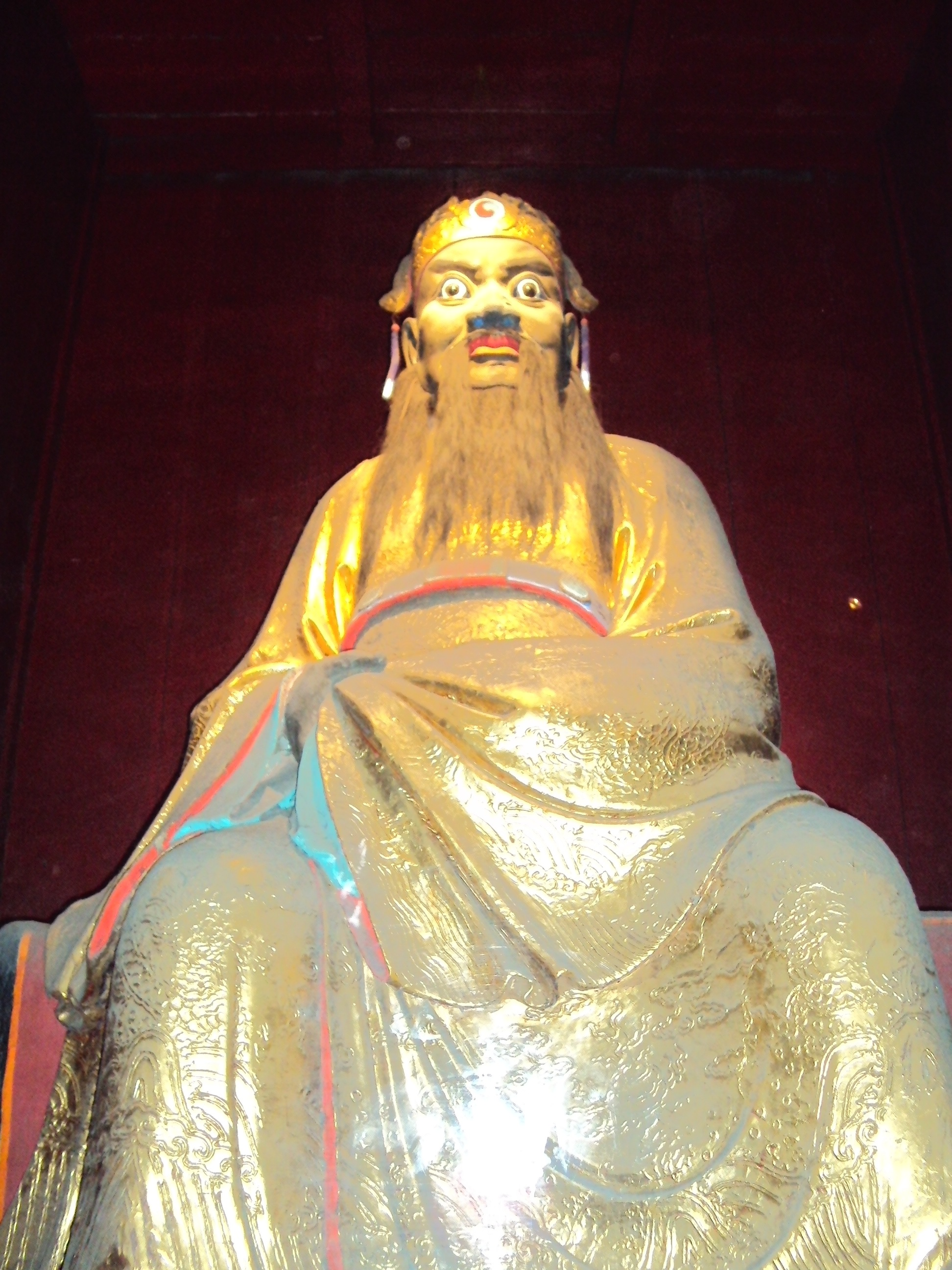
張飛
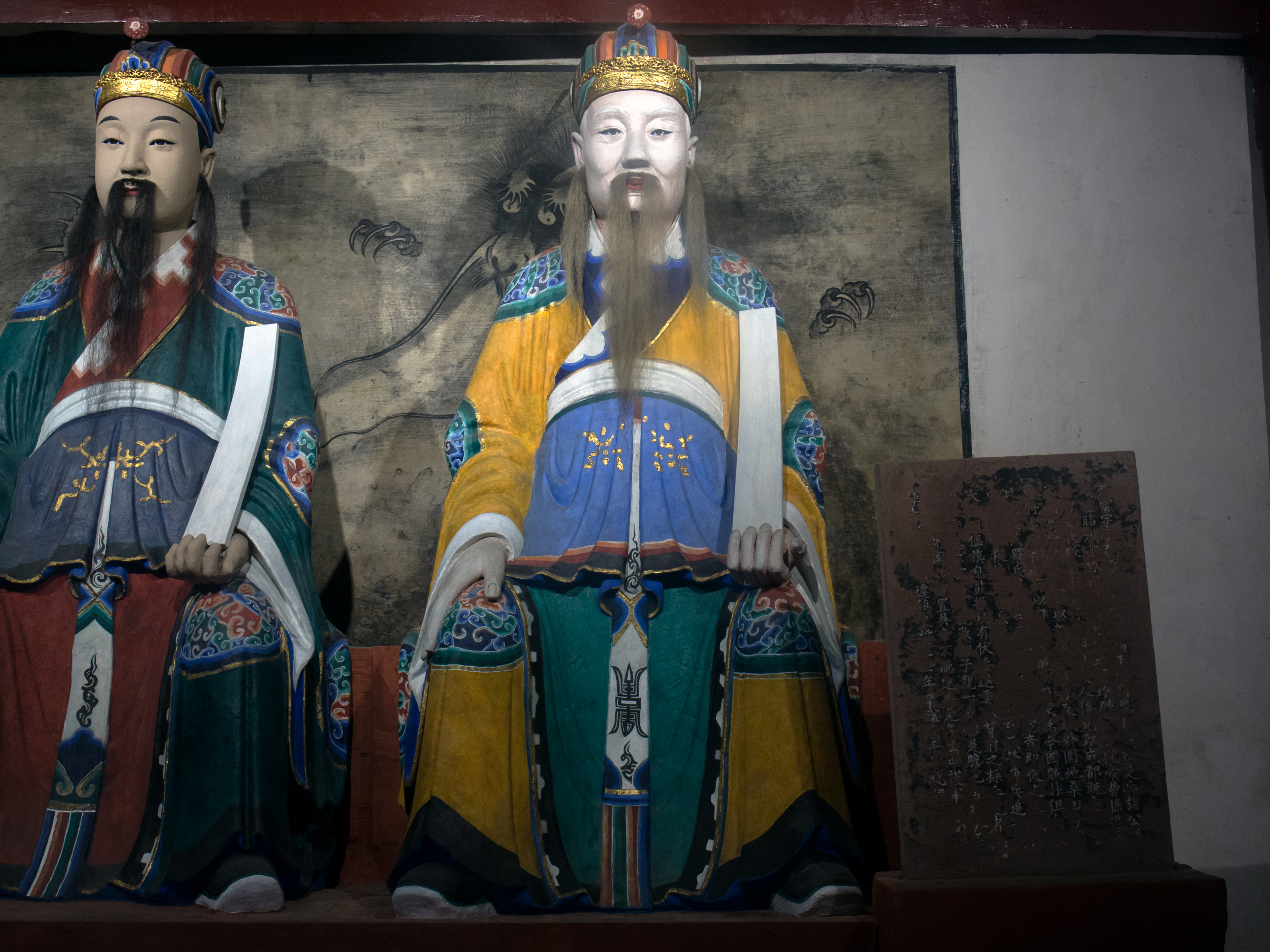
趙雲
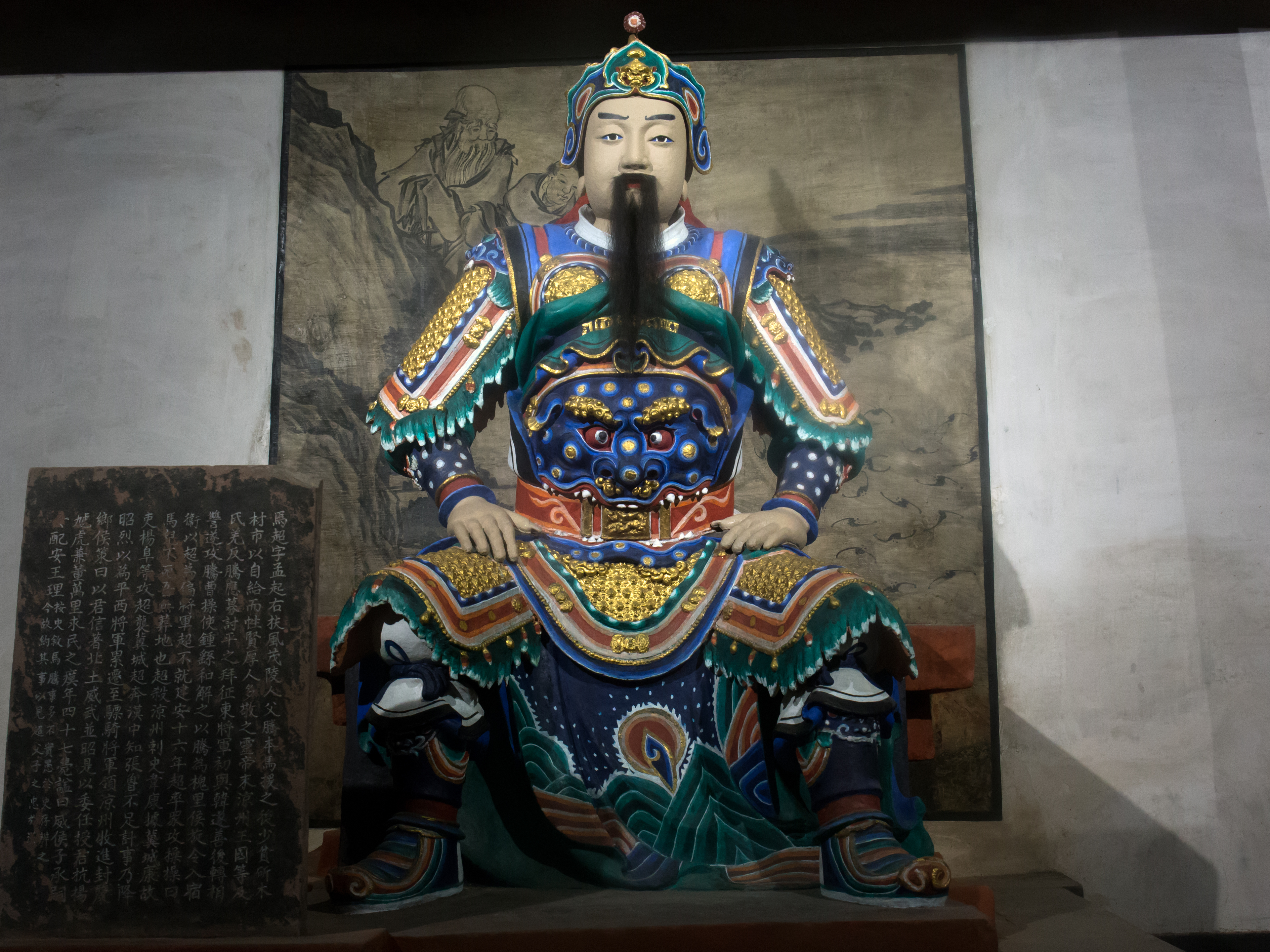
馬超
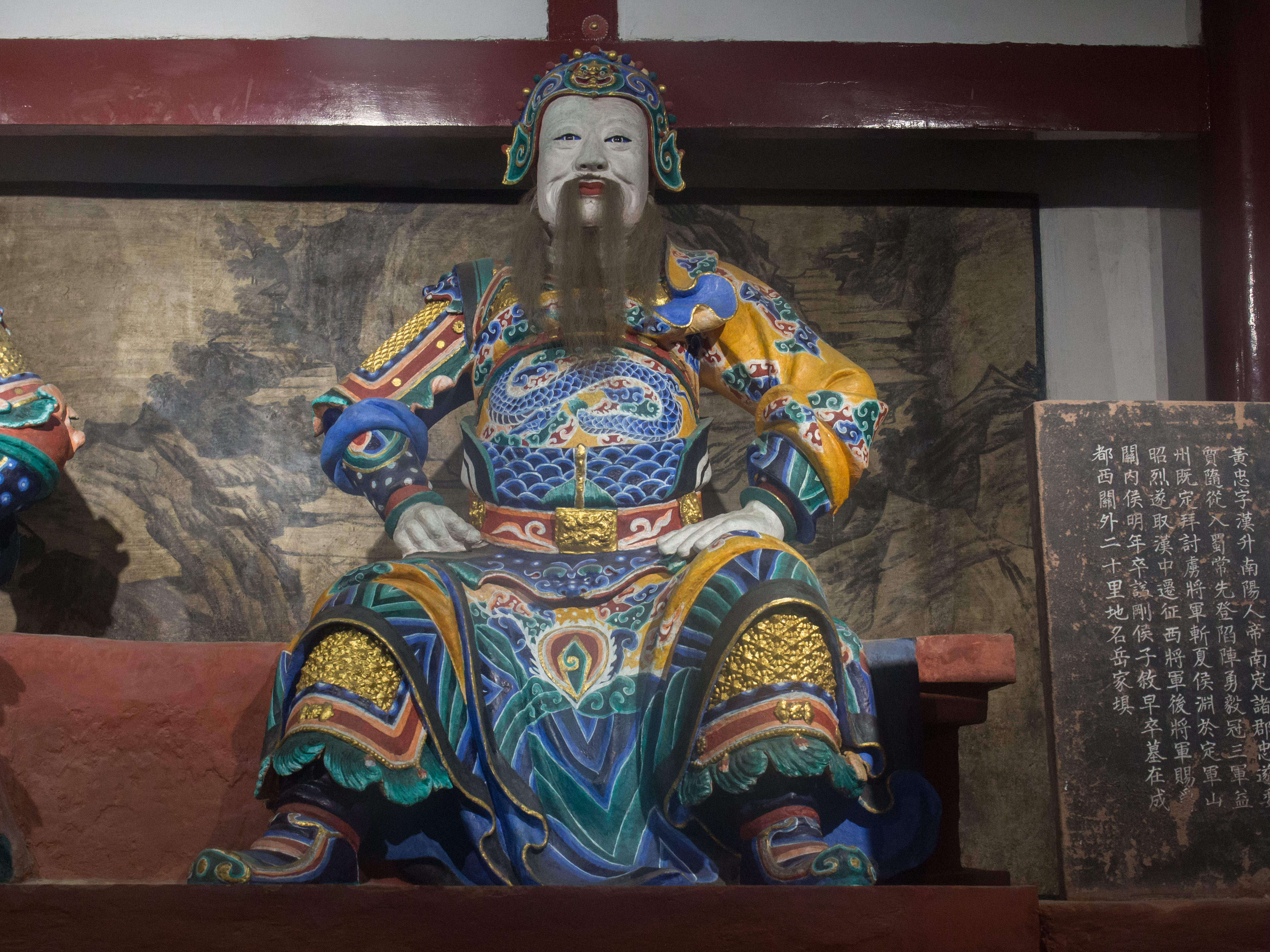
黄忠

## 衍生作品

### 文学作品
《说唐演义全传》、《隋唐英雄传》及《隋唐演义》中，單雄信、王君廓、王勇、謝映登和牛進達並稱瓦崗五虎將。
《水浒传》中，关胜、林冲、秦明、呼延灼和董平并称梁山馬軍五虎将；又有曾頭市长官曾弄膝下五子，曾涂、曾密、曾索、曾魁和曾升並稱曾家五虎將。
《說岳全傳》中，將岳飞帐下的湖广罗延庆，山后杨再兴，康郎余化龙，洞庭何元庆，太湖杨虎並稱岳家五虎將。
西湖居士李雨堂所著的《狄青演義》、《五虎征西》、《五虎平南》中，狄青、石玉、張忠、李義和劉慶为五虎。
《大明英烈傳》中，称徐達、湯和、常遇春、胡大海和沐英为明朝開國五虎將。
越南人將輔佐阮福映奪取皇位的5位將軍阮文張（Nguyễn Văn Trương）、阮文仁（Nguyễn Văn Nhơn）、黎文悅（Lê Văn Duyệt）、阮黃德（Nguyễn Huỳnh Đức）和張進寶（Trương Tấn Bửu）併稱為「嘉定五虎將」（Ngũ hổ tướng Gia Định）。

### 軍中五虎将
民国初年西北軍中的张之江、李鸣钟、宋哲元、鹿钟麟、刘郁芬五名馮玉祥麾下之高級将領，人稱馮玉祥五虎將。

### 影視作品
五虎將的稱號如今已衍生为形容各领域中能力出众之人或团体（数量一般也为五）。
台灣歌仔戲在內台歌仔戲時期，蕭守梨、蔣武童、喬財寶、陳春生和蘇登旺合稱五虎將。
1970年代，香港流行乐坛著名的温拿乐队的五名成员，谭咏麟、钟镇涛、彭健新、陈友和叶志强並稱温拿五虎。
1980年代至1990年代初期，台灣三立影視公司製作的餐廳秀錄影帶《金牌點唱秀》的5位主持人（余天、賀一航等），被稱為「三立五虎將 金牌點唱秀」。
1980年代，香港無綫電視在短時間內出現了5位新進的年輕男演員，被稱為「無綫五虎將」。他們是：黃日華、苗僑偉、湯鎮業、劉德華和梁朝偉。这五人曾共同出演1990年的一部以「五虎將」为名的电影《五虎將之決裂》。
1995年，香港無綫電視又在短時間內出現了5位新進的年輕男演員，被稱為「新五虎將」。他們是：古天樂、古巨基、吳家樂、劉愷威和何遠恆。
2003年，香港無綫電視又在短時間內出現了5位新進的年輕男演員，被稱為「新世紀五虎將」。他們是：馬國明、陳鍵鋒、林峯、吳卓羲和黃宗澤。
2009年，台灣可米傳媒終極系列連續劇《終極三國》，以胡宇威、班傑、邵翔、博焱、寺唯宏正飾演映射正史的關張趙馬黃五位角色，一時衍生歌唱團體「武虎將」。
2011年，因為拍攝無綫劇《大太監》而成為好兄弟，黎耀祥與曹永廉、蕭正楠、陳國邦及黃浩然等自組「太監五虎」。
2021年，香港無綫電視又在短時間內出現了5位新進的年輕男演員，被稱為「千禧五虎將」，他們是：余德丞(已離巢)、丁子朗、羅天宇、周嘉洛、朱敏瀚。

## 另見
- 五子良將
- 四大都督
- 江東十二虎臣

Template:蜀漢五虎将